# Naila
Naila è una città tedesca situata nel land della Baviera.